# Kamaruddin Bin Mat-Salleh
Kamarudin Bin Mat-Salleh ( 17 de abril de 1959 - 10 de octubre de 2009 ) fue un botánico, profesor malayo, que ha realizado abundantes identificaciones y clasificaciones de nuevas especies en la familias Annonaceae y Rafflesiaceae. Obtuvo su M.Sc. en la Universidad de Aberdeen, y su Ph.D (doctorado) en la Universidad Estatal de Míchigan; desarrollando actividades académicas en el "Laboratorio de Taxonomía y Sistemática Vegetal", de la Escuela de Ciencias Ambientales y Recursos Naturales, Facultad de Ciencia y Tecnología, Universidad de Malasia, Kebangsaan. Lamentablemente, falleció prematuramente a causa de un cáncer.

## Algunas publicaciones

### Libros
- -----------, Shoko Hoashi, Kiaw Lan Chang. 1991. “Rafflesia – Magnificent Flower of Sabah”. Ed. Borneo Pub. Co. 48 pp.
- A. H. Zakri, Kamarudin Mat Salleh. 1998. Conservation and sustainable use of biodiversity, Malaysia-Japan initiative. En Proc. of the Workshop on Malaysia-Japan Research Cooperation on Conservation and Sustainable Use of Tropical Bioresources, en Petaling Jaya, Malasia, 10-12 de noviembre de 1997. Ed. Universiti Kebangsaan Malaysia. 144 pp. ISBN 9839152416
- Abdul Latiff, Kamarudin Mat Salleh. 2002. Tumbuhan ubatan Malaysia (Plantas medicinales de Malasia). Ed. Pusat Pengurusan Penyelidikan. 797 pp. ISBN 9832446392

- La abreviatura «Mat-Salleh» se emplea para indicar a Kamaruddin Bin Mat-Salleh como autoridad en la descripción y clasificación científica de los vegetales.[3]